# Christiane Funken

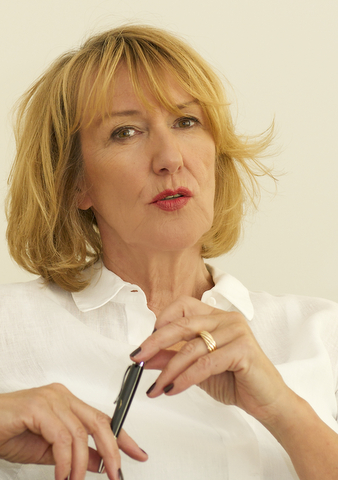
Christiane Funken (2015)

Christiane Funken (* 1953 in Kaldenkirchen) ist eine deutsche Soziologin und leitet das Fachgebiet für Kommunikations- und Medienforschung sowie Geschlechtersoziologie an der Technischen Universität Berlin.

## Werdegang
Christiane Funken wurde 1989 an der RWTH Aachen mit einer empirischen Studie zur Frauenkriminalität promoviert. 1991 folgte sie einem Ruf an die Universität Freiburg, wo sie das Institut für Informatik und Gesellschaft mit aufbaute und 1994 als Stellvertretung der Direktion die Abteilung 1 des Instituts für Informatik & Gesellschaft leitete. 1996 übernahm sie eine Gastprofessur an der Eidgenössischen Technischen Universität Zürich. Die Habilitation erfolgte im Jahr 1998 an der philosophischen Fakultät der RWTH Aachen mit einer interdisziplinären empirischen Studie. Von 1998 bis 2002 war sie als Professorin (C2) an der Universität Freiburg tätig, außerdem nahm sie im Jahr 2000 eine Gastprofessur an der TU Wien wahr, gefolgt von einer Gastprofessur an der TU Berlin. Seit 2002 leitet sie das – von ihr aufgebaute – Fachgebiet mit den Schwerpunkten Kommunikation und Medien sowie Geschlechtersoziologie.
In Forschung und Lehre vertritt sie Inhalte zur Kommunikations-, Medien- und Medienwirkungsforschung. Hierbei fokussiert sie vor allem Fragestellungen zur (medialen) Kooperation / Kommunikation / Karriere in Wirtschaftsunternehmen, sowie zu Diversity in Unternehmen und Gewerkschaften. In der Forschung zu Netzwerken richtet sie ihr Interesse auf Innovations- und KMU-Netzwerke sowie Netzwerkmanagement. Alle Forschungsschwerpunkte sind genderspezifisch ausgerichtet. Außerdem legt sie besonderes Gewicht auf praxisnahe Fragestellungen, die sie in ihre langjährige Beratungstätigkeit einbringen kann.
Funken ist Mitglied in mehreren wissenschaftlichen Beiräten und hat u. a. für das österreichische Wissenschaftsministerium transdisziplinäre Forschungsprogramme entwickelt. Außerdem ist sie Gutachterin für die Forschungsprogramme und -projekte der DACH-Staaten und für die DFG.
Sie war Expertin der AUDIT-Kommission der Bundesregierung zum E-Learning Forschungsprogramm und ist Mitglied des Kuratoriums für Total E-Quality Deutschland e.V.
Christiane Funken ist Mitantragstellerin des DFG-Schwerpunktprogramms Mediatisierte Welten: Kommunikation im medialen und gesellschaftlichen Wandel (SPP 1505) und Mitglied des Wissenschaftlichen Beirats.
Sie ist zudem Kuratorin des Königlich Preußischen Kulturbesitzes.

## Forschungsschwerpunkte
- Kommunikations- und Mediensoziologie
- Organisationssoziologie
- Geschlechterforschung
- Wissenschafts- und Technikforschung

## Publikationen (Auswahl)
- Diversity und die Zukunft der Arbeitswelt. In: HR-Trends 2019: Strategie, Digitalisierung, Diversität, Demografie, 2018.
- Sheconomy. Warum die Arbeitswelt der Zukunft weiblich ist. C.Bertelsmann, 2016.
- Vertrackte Karrieren, 2015, Campus; Generation 35plus, BMBF, Berlin 2013.
- Misstrauen als Ressource. In: OrganisationsEntwicklung – Zeitschrift für Unternehmensentwicklung & Change Management, 01 / 2012, 41–45; mit S. Hörlin.
- Misstrauen in KMU-Netzwerken. In: Schilcher, Markus; Will-Zocholl, Mascha: Vertrauen und Kooperation in der Arbeitswelt, 2012, mit J. Thoma.
- Die Projektdarsteller: Karriere als Inszenierung. VS-Verlag, 2011; mit Stoll, A. & Hörlin, S.
- Strukturen und Spielregeln in modernen Unternehmen – werden die Karten für Frauen neu gemischt? In: BMBF, Frauenkarrieren in Unternehmen-Forschungsergebnisse und Handlungsoptionen, 2011, S. 63–70; mit A. Boes., A. Stoll.
- Geld statt Macht? Weibliche und männliche Karrieren im Vertrieb – eine organisationssoziologische Studie. Campus, 2004.
- Hacker. In: Moebius, Stephan/Schroer, Markus (Hrsg.): Diven, Hacker, Spekulanten. Suhrkamp, 2010. S. 190–205.
- Kommunikation & Medien. In: Baur, Korte, Löw, Schroer (Hg.): Handbuch Soziologie. VS, 2008. S. 219–236; mit L. Ellrich.
- Digitalisierung der Arbeitswelt: Zur Neuordnung formaler und informaler Prozesse in Wirtschaftsunternehmen. VS Verlag, 2008, mit Schulz-Schaeffer, I.(Hg).
- Liebeskommunikation in Datenlandschaften. In: Fraueneder, H.; Ries, M.(Hg.): Dating 21, 2007, S. 67–97, mit L. Ellrich
- Der Körper im Internet. In: Schroer, K. (Hg.): Soziologie des Körpers. Suhrkamp, 2005, S. 215–240.
- Berufliche Kommunikationsstrategien von Frauen und Männern. In: Funder, M.; Dörhöfer, S.; Rauch, C. (Hg.): Jenseits der Geschlechterdifferenz? Geschlechterverhältnisse in der Informations- und Wissensgesellschaft. Rainer Hampp Verlag, 2005, S. 219–232.
- Female, Male, Neutre, Either. Gibt es ein Geschlecht im Cyberspace? In: Thiedeke, U.(Hg.): Soziologie des Cyberspace. Medien, Strukturen und Semantiken. Verlag für Sozialwissenschaften, 2004, S. 193–214.
- Selbstvergewisserung im virtuellen Raum. Zur Konstruktion von Identitäten im Internet. In: Kahlert, H.; Kajatin, C. (Hg.): Arbeit und Vernetzung im Informationszeitalter. Wie neue Technologien die Geschlechterverhältnisse verändern. Campus Verlag, 2004, S. 299–314.
- Über die Wiederkehr des Körpers in der elektronischen Kommunikation. In: Krämer, S. (Hg.): Performativität und Medialität. Wilhelm Fink Verlag, 2004, S. 307–322.
- Digitale Identitäten. In: Hepp, A.; Winter, C.: Medienidentitäten: Identitätskonstruktionen im Kontext von Globalisierung und Medienkultur. Von Halem Verlag, 2003, S. 282–298.
- Raum – Zeit – Medialität. Interdisziplinäre Studien zu neuen Kommunikationstechnologien. Leske&Budrich, 2003; mit Löw, M. (Hg.).
- Körper Online?! In: Hahn, K. et al. (Hg.): Körperrepräsentationen. UVK, 2002, S. 261–279.
- Digital Doing Gender. In: Stefan Münker, Alexander Roesler (Hg.): Praxis Internet. Suhrkamp, 2002, S. 158–181.